# Clorometano
El clorometano es una sustancia química, también llamada cloruro de metilo (licuado).

## Propiedades físicas
- Aspecto y color: GRIS

Gas licuado comprimido
- Olor: Etéreo.
- Presión del vapor: 475 kPa a 20 °C
- Densidad del vapor (aire=1): 1.8
- Solubilidad en agua: 9,5 g/litro
- Punto de ebullición: -24,2 °C
- Peso molecular: 50,49

## Estabilidad y Reactividad
- El gas es más denso que el aire y puede extenderse a ras de suelo
- Posible ignición en un punto distante
- Se descompone al arder en contacto con materiales oxidantes en amidas aminas y aluminio.

## Información toxicológica
- Contacto con piel u ojos: puede producir congelación.
- Inhalación: tiene casi los mismos efectos que el bromuro de metilo, solo que se le agregan efectos como confusión mental, convulsiones, paros respiratorios, pérdida del conocimiento y muerte cerebral (pero no muerte inmediata)
- Otros efectos en el organismo: la exposición constante a esta sustancia produce daño en el hígado.

Los síntomas no se presentan de manera inmediata, debe estar en constante vigilancia médica.